# Sévigny-Waleppe
Sévigny-Waleppe é uma comuna francesa na região administrativa de Grande Leste, no departamento das Ardenas. Estende-se por uma área de 24,11 km². Em 2010 a comuna tinha 228 habitantes (densidade: 9,5 hab./km²).